# Look Away (chanson de Darude et Sebastian Rejman)
Pour l’article homonyme, voir Look Away.
Chansons représentant la Finlande au Concours Eurovision de la chanson
Monsters
(2018) Looking Back
(2020)
Look Away (en français : « Détourne le regard ») est une chanson du dj et producteur musical finlandais Darude et du chanteur et guitariste finlandais Sebastian Rejman. 
Elle représente la Finlande au Concours Eurovision de la chanson 2019 à Tel-Aviv en Israël.

## Présentation
D'une durée de 3 minutes, la chanson est écrite par Sebastian Rejman et est composée par Sebastian Rejman et Darude. Elle sort le 22 février 2019.  Selon Sebastian Rejman, la chanson vise à décrire l'incrédulité quant au nombre de personnes en Occident qui « détournent le regard » face aux millions de personnes dans le monde qui vivent dans des conditions difficiles et dans la pauvreté. Il explique avoir été inspiré par un voyage à New Delhi au cours duquel à cause d'une grippe intestinal, il a été contraint de rester à l'hôtel où il a été touché par la pauvreté et les personnes qui vivent et dorment dehors la nuit, qu'il voyait depuis sa fenêtre d'hôtel. De retour chez lui, il s'est mis au piano et a écrit la  chanson en « 20 minutes ».

## À l'Eurovision

### Uuden Musiikin Kilpailu 2019
Le 29 janvier 2019, le diffuseur finlandais Yle annonce avoir sélectionné en interne Darude et Sebastian Rejman pour représenter la Finlande au Concours Eurovision de la chanson 2019,. Les deux artistes proposent 3 chansons pour le Uuden Musiikin Kilpailu 2019 parmi lesquelles Look Away. Lors de la finale de la sélection nationale finlandaise, la chanson se classe première avec 244 points et est sélectionné pour représenter le pays à l'Eurovision 2019 à Tel-Aviv.

### Eurovision 2019
Lors du tirage au sort des demi-finales qui a lieu le 28 janvier 2019, Look away est placée dans la première demi-finale.  Darude et Sebastian interprètent donc leur chanson lors de la première demi-finale qui a lieu le 14 mai 2019. Elle passe en troisième position dans l’ordre de passage  mais échoue à se qualifier pour la finale, se classant à la  17e et dernière place avec 23 points,. 